# Uchenna Kanu
Uchenna Kanu (20 giugno 1997) è una calciatrice nigeriana, attaccante del Racing Louisville e della nazionale femminile della Nigeria.

## Carriera

### Nazionale
Kanu ha rappresentato la Nigeria alla Coppa del Mondo femminile U-17, a quella FIFA U-20 nel 2014 e la Coppa del Mondo femminile U-20 FIFA 2014. Ha fatto il suo debutto senior l'8 aprile 2019 in un'amichevole conclusa con la sconfitta per 1-2 contro la squadra del Canada.
Nel 2019 è stata selezionata dall'allenatore nella nazionale nigeriana per il Campionato mondiale femminile di calcio 2019 in Francia.

## Palmarès

### Club
- Campionato messicano: 1

Tigres UANL: Apertura 2022